# Pembroke, Malta
Pembroke är en ort och kommun i republiken Malta. Den ligger i den centrala delen av landet, 5 kilometer nordväst om huvudstaden Valletta. 